# Mick Schumacher
Mick Schumacher (pronunciación en alemán: /ˈmɪk ˈʃuːmaxɐ/, Vufflens-le-Château, Vaud, Suiza; 22 de marzo de 1999) es un piloto de automovilismo alemán nacido en Suiza. Ha logrado dos subcampeonatos en la Fórmula 4 de Alemania e Italia, y resultó campeón de la Fórmula 3 Europea en 2018 y del Campeonato de Fórmula 2 de la FIA en 2020. Desde 2024 compite en la clase Hypercar del Campeonato Mundial de Resistencia de la FIA con el equipo Alpine Elf Team.
En 2021 debutó en Fórmula 1, siendo piloto de la escudería Haas F1 Team hasta 2022. En 2023 y 2024 fue tercer piloto del equipo Mercedes.
Es hijo del siete veces campeón de dicha categoría Michael Schumacher.

## Carrera

### Karting
Comenzó su carrera automovilística en la categoría Kerpener Kartchallenge, donde finalizó  1.º en 2010. Para evitar la atención debido a su padre, corrió sus primeros años bajo el seudónimo Mick Betsch, usando el apellido de soltera de su madre, o Mick Junior.
En 2011 y 2012 Schumacher compitió en la clase KF3 de los ADAC Kart Masters, terminando en 9.º y 7.º respectivamente. También disputó en la KF3 de la Euro Wintercup en esos años, resultado 3.º en ambos. En 2012 también fue tercero en la KF3 de la Rating DMV Kart Championship.
En 2013 terminó tercero en el Campeonato Alemán Junior, y en la Copa Super KF de la CIK-FIA.
En 2014 salió segundo en la clase KF Junior del Campeonato Mundial de Karting de la CIK-FIA, detrás de Enaam Ahmed, al igual que en el Campeonato Europeo.

### Fórmula 4
Debutó en los monoplazas en 2015, en la temporada inaugural de la ADAC F4 con el equipo VAR, resultando 10.º.
Al año siguiente continuó en la categoría, pero alistado por Prema. Terminó 2.º el campeonato a 52 puntos del campeón Joey Mawson.
En 2016 disputó su primera temporada en el Campeonato de Italia de Fórmula 4, resultado segundo con 216 puntos y 5 victorias, detrás del argentino Marcos Siebert.

### Fórmula 3 Europea

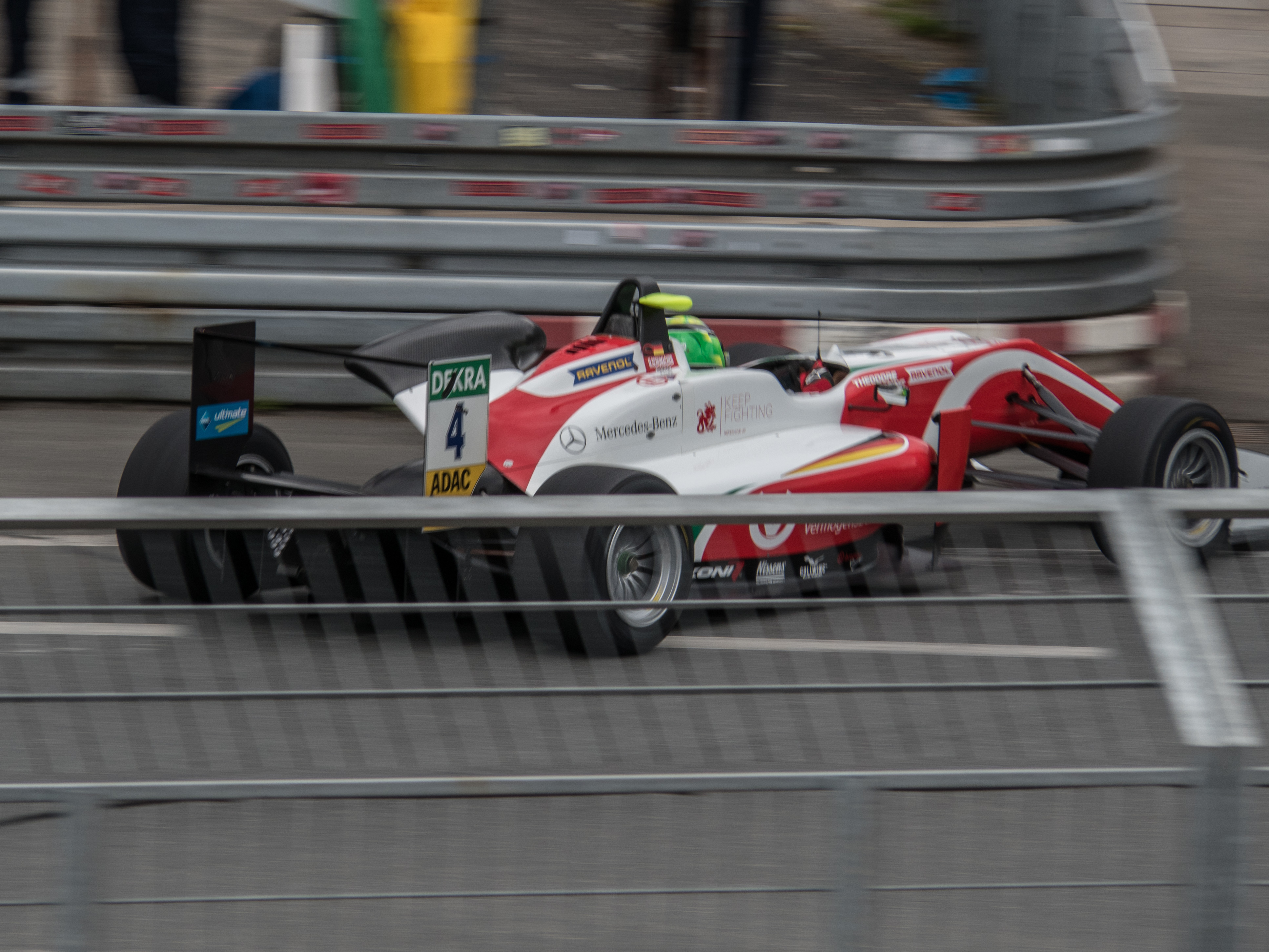
Mick Schumacher en el Campeonato Europeo de Fórmula 3 de la FIA 2018.

En 2017 Mick disputó la temporada 2017 del Campeonato Europeo de Fórmula 3 con el equipo Prema, junto a Maximilian Günther, Callum Ilott y Guanyu Zhou. Acabó 12.º y obtuvo un podio.
Comenzó la temporada 2018 con dos podios en las primeras cuatro rondas. Ganó por primera vez en Spa, y repitió victoria en Silverstone y Misano. Se quedó con cinco carreras de manera consecutiva; las tres de Nürburgring y dos de Red Bull Ring, pasando a la punta del torneo para la última fecha. En esta, se consagró campeón al finalizar la carrera dos, sobre el británico protegido de Red Bull, Dan Ticktum.

### Fórmula 2
Desde 2019, el alemán compitió en Fórmula 2 con el equipo Prema. En la ronda debut, Schumacher sumó puntos en ambas carreras.
Entre las rondas 2 y 7, quedó en zona puntuable en tres ocasiones. Fue octavo en la carrera larga de la ronda de Budapest, por lo que largó en la primera posición en la carrera del domingo. Nobuharu Matsushita presionó al piloto de Prema, pero no logró superarlo, y de esta manera Schumacher consiguió su primera victoria en F2. Obtuvo seis puntos más en Monza y Yas Marina. Finalmente terminó duodécimo en su primer año en la categoría, logrando 53 puntos.
Renovó contrato con Prema para la temporada 2020, donde tiene de compañero al campeón 2019 de Fórmula 3 Robert Shwartzman. Subió a ambos podios de la tercera ronda en Budapest y, más tarde, en Silverstone. En Barcelona y Spa-Francorchamps volvió a subir al podio, tres veces seguidas. Logró su primera victoria de la temporada en la carrera larga de la ronda de Monza tras salir séptimo. Se convirtió en líder provisional del campeonato al finalizar quinto y cuarto en Mugello. Ganó nuevamente en la carrera larga de Sochi y finalmente ganó el campeonato en la última carrera, delante de Callum Ilott y Yuki Tsunoda.

### Fórmula 1

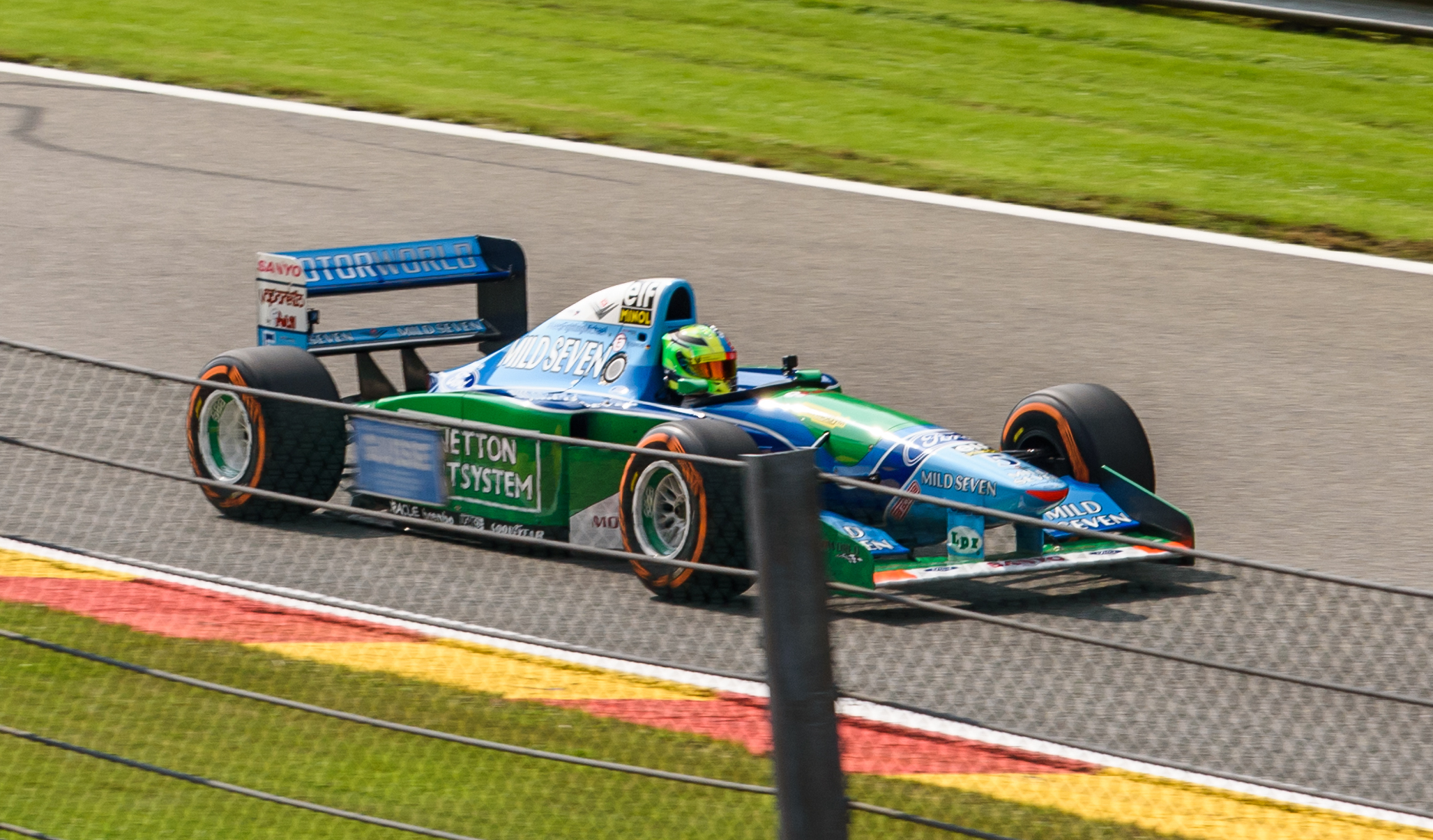
Mick a bordo del Benetton B194 de su padre en Spa-Francorchamps, 2017.

Previo al Gran Premio de Bélgica de 2017, Mick condujo el Benetton B194 en homenaje a su padre Michael en conmemoración a su primera victoria en la máxima categoría.
Ingresó a la Academia de Pilotos de Ferrari en 2019. Tuvo su primera experiencia en un monoplaza de Fórmula 1 moderno durante los entrenamientos posteriores al Gran Premio de Baréin de ese año, a los mandos de un Ferrari SF90. En su primer día, marcó el segundo mejor tiempo de la jornada. Al día siguiente, pasó a conducir un Alfa Romeo C38. En julio del mismo año volvería a subirse a un monoplaza de su padre, esta vez al Ferrari F2004 en el Hockenheimring previo al Gran Premio de Alemania. Volvió a conducir el F2004, esta vez en el Autódromo Internacional del Mugello previo al Gran Premio de la Toscana de 2020.
En septiembre de 2020, Schumacher fue anunciado como tercer piloto de Alfa Romeo Racing. Hubiese debutado en la primera sesión de entrenamientos libres del GP de Eifel en sustitución de Antonio Giovinazzi, de no ser por las malas condiciones climáticas de ese día en la región. Tres meses después, fue confirmado que se subirá al Haas VF-20 en los entrenamientos libres del Gran Premio de Abu Dabi.

#### Haas (2021-2022)
En diciembre de 2020, firmó contrato con la escudería Haas F1 Team para debutar en la temporada 2021, junto a Nikita Mazepin como compañero de equipo.
En su temporada de debut, quedó en 19.ª posición en la clasificación general, sin sumar ningún punto y retirándose en tres carreras. A lo largo de la temporada, venció con regularidad a su compañero, tanto en clasificación como en carrera. En septiembre de ese año, Haas renovó contrato con ambos pilotos.
En la temporada 2022 tiene como nuevo compañero de equipo a Kevin Magnussen tras ser despedido Mazepin en el mes de marzo. En esta temporada el rendimiento del equipo mejoró notablemente, consiguiéndose puntos en varias carreras, casi todos por Magnussen. Los primeros puntos de Mick llegaron en el GP de Gran Bretaña, donde quedó 8.º y consiguió cuatro unidades. En la carrera siguiente en Austria, finalizó sexto, dos puestos arriba de Magnussen.
El día 17 de noviembre, fue anunciada su partida del equipo estadounidense tras dos años. Su reemplazante para 2023 será su compatriota Nico Hülkenberg.

#### Piloto reserva de Mercedes (2023)
Un mes después de quedarse sin asiento para 2023, el día 15 de diciembre de 2022, Mercedes anunció a Mick como piloto reserva del equipo tras dejar la estructura de Ferrari. En febrero de 2023, fue anunciado que McLaren (motorizado por Mercedes) podrá contar con Schumacher también en el rol de piloto reserva.

### Campeonato Mundial de Resistencia de la FIA
En noviembre de 2023, Schumacher fue confirmado como piloto titular del equipo Alpine Endurance Team para disputar la clase Hypercar del Campeonato Mundial de Resistencia de la FIA en 2024.

## Vida personal

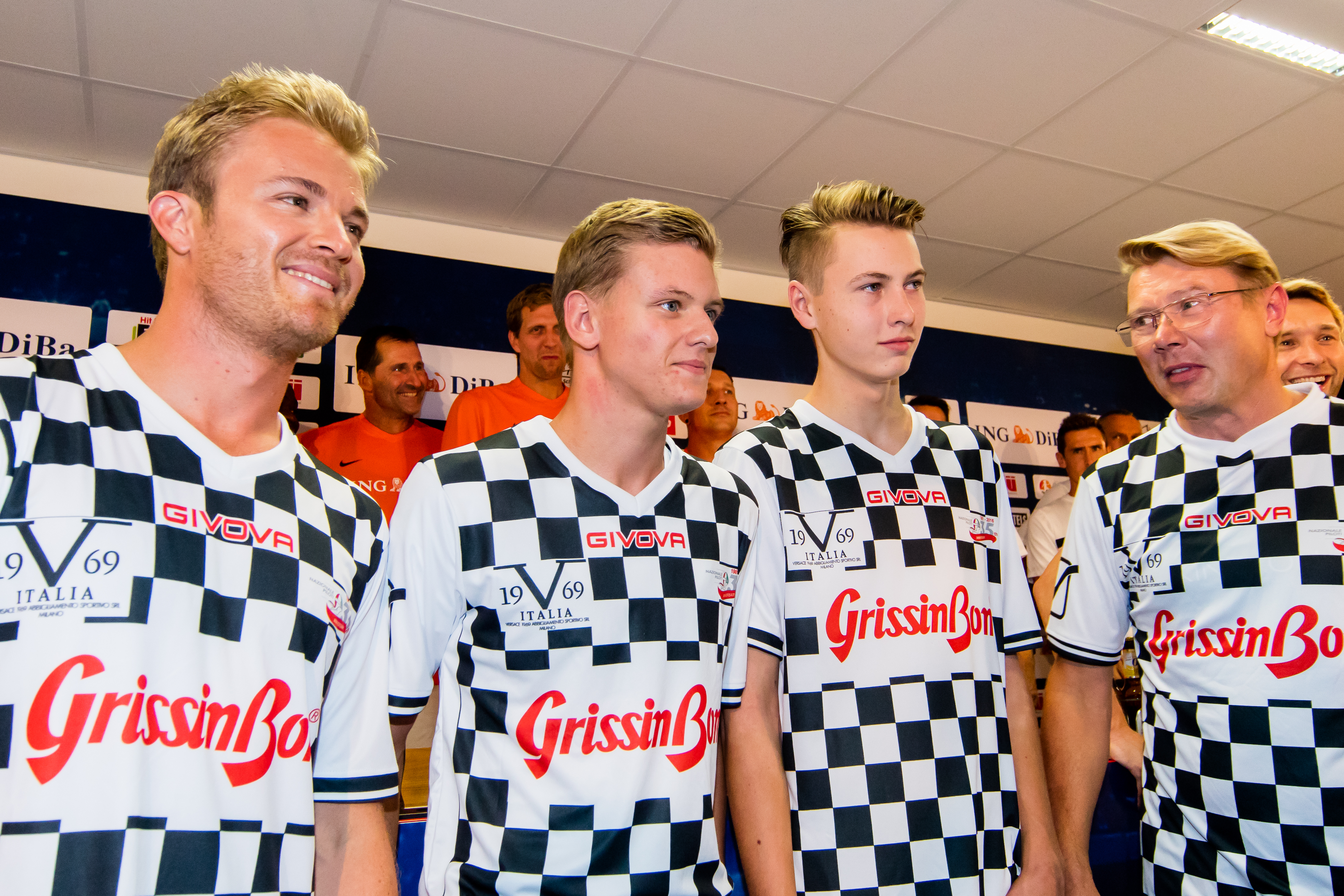
Mick Schumacher en 2016, junto a Nico Rosberg, Mika Häkkinen y su hijo Hugo Häkkinen, en la Champions for Charity, partido de fútbol caritativo en honor a su padre Michael.

Es hijo de Michael Schumacher, siete veces campeón de la Fórmula 1, y Corinna Betsch, campeona europea de reining. Además, es sobrino del también expiloto de F1 Ralf Schumacher y del expiloto de turismos Sebastian Stahl, este último, medio hermano de su padre. Su primo David también corre.
Mick nació y creció en Suiza, viviendo en Vufflens-le-Château hasta 2008, para luego vivir en Gland.

## Resumen de carrera
| Temporada | Categoría                                              | Equipo                          | Carreras          | Victorias         | Poles             | VR                | Podios            | Puntos            | Pos.              |
| --------- | ------------------------------------------------------ | ------------------------------- | ----------------- | ----------------- | ----------------- | ----------------- | ----------------- | ----------------- | ----------------- |
| 2015      | ADAC Fórmula 4                                         | Van Amersfoort Racing           | 22                | 1                 | 0                 | 0                 | 2                 | 92                | 10.º              |
| 2015-16   | MRF Challenge                                          | MRF Challenge                   | 4                 | 0                 | 0                 | 0                 | 2                 | 51                | 10.º              |
| 2016      | ADAC Fórmula 4                                         | Prema Powerteam                 | 24                | 5                 | 4                 | 2                 | 12                | 322               | 2.º               |
| 2016      | Campeonato de Italia de Fórmula 4                      | Prema Powerteam                 | 18                | 5                 | 4                 | 6                 | 10                | 216               | 2.º               |
| 2016-17   | MRF Challenge                                          | MRF Challenge                   | 16                | 4                 | 2                 | 1                 | 9                 | 215               | 3.º               |
| 2017      | Campeonato Europeo de Fórmula 3 de la FIA              | Prema Powerteam                 | 30                | 0                 | 0                 | 0                 | 1                 | 94                | 12.º              |
| 2017      | Gran Premio de Macao                                   | Prema Powerteam                 | 1                 | 0                 | 0                 | 1                 | 0                 | N/A               | 16.º              |
| 2018      | Campeonato Europeo de Fórmula 3 de la FIA              | Prema Theodore Racing           | 30                | 8                 | 7                 | 4                 | 14                | 365               | 1.º               |
| 2018      | Gran Premio de Macao                                   | Prema Theodore Racing           | 1                 | 0                 | 0                 | 0                 | 0                 | N/A               | 5.º               |
| 2019      | Campeonato de Fórmula 2 de la FIA                      | PREMA Racing                    | 24                | 1                 | 0                 | 1                 | 1                 | 53                | 12.º              |
| 2019      | Fórmula 1                                              | Scuderia Ferrari Mission Winnow | Piloto de pruebas | Piloto de pruebas | Piloto de pruebas | Piloto de pruebas | Piloto de pruebas | Piloto de pruebas | Piloto de pruebas |
| 2019      | Fórmula 1                                              | Alfa Romeo Racing               | Piloto de pruebas | Piloto de pruebas | Piloto de pruebas | Piloto de pruebas | Piloto de pruebas | Piloto de pruebas | Piloto de pruebas |
| 2020      | Campeonato de Fórmula 2 de la FIA                      | PREMA Racing                    | 24                | 2                 | 0                 | 3                 | 10                | 215               | 1.º               |
| 2020      | Fórmula 1                                              | Haas F1 Team                    | Piloto de pruebas | Piloto de pruebas | Piloto de pruebas | Piloto de pruebas | Piloto de pruebas | Piloto de pruebas | Piloto de pruebas |
| 2021      | Fórmula 1                                              | Uralkali Haas F1 Team           | 22                | 0                 | 0                 | 0                 | 0                 | 0                 | 19.º              |
| 2022      | Fórmula 1                                              | Haas F1 Team                    | 21                | 0                 | 0                 | 0                 | 0                 | 12                | 16.º              |
| 2024      | Campeonato Mundial de Resistencia de la FIA - Hypercar | Alpine Endurance Team           | 8                 | 0                 | 0                 | 0                 | 1                 | 21                | 22.º              |
| 2025      | Campeonato Mundial de Resistencia de la FIA - Hypercar | Alpine Endurance Team           | Disputándose      | Disputándose      | Disputándose      | Disputándose      | Disputándose      | Disputándose      | Disputándose      |
| Fuente:   |                                                        |                                 |                   |                   |                   |                   |                   |                   |                   |

## Resultados

### Campeonato Europeo de Fórmula 3 de la FIA
(Clave) (negrita indica pole position) (cursiva indica vuelta rápida)

| Año      | Escudería             | Motor    | 1        | 2        | 3        | 4       | 5       | 6       | 7       | 8        | 9        | 10      | 11        | 12       | 13      | 14        | 15        | 16        | 17      | 18      | 19      | 20      | 21       | 22      | 23       | 24       | 25      | 26       | 27      | 28       | 29       | 30       | Pos. | Puntos |
| -------- | --------------------- | -------- | -------- | -------- | -------- | ------- | ------- | ------- | ------- | -------- | -------- | ------- | --------- | -------- | ------- | --------- | --------- | --------- | ------- | ------- | ------- | ------- | -------- | ------- | -------- | -------- | ------- | -------- | ------- | -------- | -------- | -------- | ---- | ------ |
| 2017     | Prema Powerteam       | Mercedes | SIL 1 8  | SIL 2 6  | SIL 3 17 | MNZ 1 6 | MNZ 2 3 | MNZ 3 6 | PAU 1 9 | PAU 2 11 | PAU 3 12 | HUN 1 9 | HUN 2 9   | HUN 3 11 | NOR 1 7 | NOR 2 12  | NOR 3 Ret | SPA 1 6   | SPA 2 9 | SPA 3 8 | ZAN 1 6 | ZAN 2 9 | ZAN 3 11 | NÜR 1 8 | NÜR 2 15 | NÜR 3 11 | RBR 1 7 | RBR 2 10 | RBR 3 8 | HOC 1 11 | HOC 2 18 | HOC 3 18 | 12.º | 94     |
| 2018     | Prema Theodore Racing | Mercedes | PAU 1 16 | PAU 2 10 | PAU 3 7‡ | HUN 1 4 | HUN 2 7 | HUN 3   | NOR 1 5 | NOR 2 9  | NOR 3 15 | ZAN 1 3 | ZAN 2 Ret | ZAN 3 13 | SPA 1 4 | SPA 2 Ret | SPA 3 1   | SIL 1 Ret | SIL 2 1 | SIL 3 5 | MIS 1   | MIS 2 3 | MIS 3 5  | NÜR 1   | NÜR 2 1  | NÜR 3 1  | RBR 1   | RBR 2 1  | RBR 3 2 | HOC 1 12 | HOC 2    | HOC 3 2  | 1.º  | 365    |
| Fuentes: |                       |          |          |          |          |         |         |         |         |          |          |         |           |          |         |           |           |           |         |         |         |         |          |         |          |          |         |          |         |          |          |          |      |        |

- ‡ Como no se completó el 75% de la carrera, se otorgaron la mitad de los puntos.

### Gran Premio de Macao
| Año  | Escudería       | Q | QR | Pos. |
| ---- | --------------- | - | -- | ---- |
| 2017 | Prema Powerteam | 7 | 20 | 16   |
| 2018 | Prema Powerteam | 9 | 6  | 5    |

### Campeonato de Fórmula 2 de la FIA
(Clave) (negrita indica pole position) (cursiva indica vuelta rápida puntuable)

| Año  | Escudería    | 1    | 1    | 2    | 2    | 3   | 3   | 4    | 4    | 5    | 5    | 6   | 6   | 7   | 7   | 8   | 8   | 9   | 9   | 10  | 10  | 11   | 11   | 12   | 12   | Pos. | Puntos | Ref.   |
| ---- | ------------ | ---- | ---- | ---- | ---- | --- | --- | ---- | ---- | ---- | ---- | --- | --- | --- | --- | --- | --- | --- | --- | --- | --- | ---- | ---- | ---- | ---- | ---- | ------ | ------ |
| 2019 | PREMA Racing | SAK  | SAK  | BAK  | BAK  | BAR | BAR | MON  | MON  | LEC  | LEC  | SPI | SPI | SIL | SIL | BUD | BUD | SPA | SPA | MNZ | MNZ | SOC  | SOC  | YMC  | YMC  | 12.º | 53     | [ 12 ] |
| 2019 | PREMA Racing | 8    | 6    | Ret  | 5    | 15  | 12  | 13   | 11   | Ret  | Ret  | 18  | 4   | 11  | 6   | 8   | 1   | C   | C   | NC  | 6   | Ret  | Ret  | 9    | 11   | 12.º | 53     | [ 12 ] |
| 2020 | PREMA Racing | SPI1 | SPI1 | SPI2 | SPI2 | BUD | BUD | SIL1 | SIL1 | SIL2 | SIL2 | BAR | BAR | SPA | SPA | MNZ | MNZ | MUG | MUG | SOC | SOC | SAK1 | SAK1 | SAK2 | SAK2 | 1.º  | 215    | [ 16 ] |
| 2020 | PREMA Racing | 11   | 7    | 4    | Ret  | 3   | 3   | 9    | 14   | 7    | 2    | 6   | 3   | 3   | 2   | 1   | 3   | 5   | 4   | 1   | 3   | 4    | 7    | 6    | 18   | 1.º  | 215    | [ 16 ] |

### Fórmula 1
(Clave) (negrita indica pole position) (cursiva indica vuelta rápida)

| Año     | Escudería             | 1      | 2      | 3      | 4      | 5      | 6      | 7       | 8      | 9       | 10     | 11     | 12     | 13     | 14     | 15      | 16     | 17     | 18      | 19     | 20     | 21      | 22     | Pos. | Puntos |
| ------- | --------------------- | ------ | ------ | ------ | ------ | ------ | ------ | ------- | ------ | ------- | ------ | ------ | ------ | ------ | ------ | ------- | ------ | ------ | ------- | ------ | ------ | ------- | ------ | ---- | ------ |
| 2020    | Haas F1 Team          | AUT    | EST    | HUN    | GBR    | 70A    | ESP    | BEL     | ITA    | TOS     | RUS    | EIF    | POR    | EMI    | TUR    | BHR     | SAK    | ABU TD |         |        |        |         |        |      |        |
| 2021    | Uralkali Haas F1 Team | BHR 16 | EMI 16 | POR 17 | ESP 18 | MON 18 | AZE 13 | FRA 19  | EST 16 | AUT 18  | GBR 18 | HUN 12 | BEL 16 | NED 18 | ITA 15 | RUS Ret | TUR 19 | USA 16 | MEX Ret | SÃO 18 | QAT 16 | ARA Ret | ABU 14 | 19.º | 0      |
| 2022    | Haas F1 Team          | BHR 11 | ARA WD | AUS 13 | EMI 17 | MIA 15 | ESP 14 | MON Ret | AZE 14 | CAN Ret | GBR 8  | AUT 6  | FRA 15 | HUN 14 | BEL 17 | NED 13  | ITA 12 | SIN 13 | JPN 17  | USA 15 | MEX 16 | SÃO 13  | ABU 16 | 16.º | 12     |
| Fuente: |                       |        |        |        |        |        |        |         |        |         |        |        |        |        |        |         |        |        |         |        |        |         |        |      |        |

### 24 Horas de Le Mans
| Año     | Equipo                | Copilotos                           | Automóvil   | Clase    | Vueltas | Pos. | Pos. Clase |
| ------- | --------------------- | ----------------------------------- | ----------- | -------- | ------- | ---- | ---------- |
| 2024    | Alpine Endurance Team | Nicolas Lapierre Matthieu Vaxivière | Alpine A424 | Hypercar | 88      | DNF  | DNF        |
| 2025    | Alpine Endurance Team | Jules Gounon Frédéric Makowiecki    | Alpine A424 | Hypercar | 384     | 10.º | 10.º       |
| Fuente: |                       |                                     |             |          |         |      |            |